# Поташёво-Говзино
Поташёво-Говзино — деревня в Печорском районе Псковской области России. Входит в состав сельского поселения «Лавровская волость».
Расположена в 26 км к юго-западу от райцентра, города Печоры, в 5 км к северо-западу от волостного центра, деревни Лавры, и в 3 км к северо-востоку от Бобровского озера (пограничного с Эстонией).

## Население
Численность населения деревни по оценке на конец 2000 года составляла 11 жителей.
| 2001 | 2002 | 2010 |
| ---- | ---- | ---- |
| 11   | ↘2   | ↗3   |